# Manuel Machado
Manuel Machado Ruiz (Siviglia, 29 agosto 1874 – Madrid, 19 gennaio 1947) è stato un poeta, scrittore e drammaturgo spagnolo, uno dei maggiori poeti della cosiddetta Generazione del '98, espressione del modernismo.

## Biografia
Fratello maggiore di Antonio Machado, anch'egli tra i più noti letterati spagnoli del Novecento. I due, figli dell'etnografo Antonio Machado Álvarez (pronipote di Agustín Durán), sono tra i più grandi poeti della generazione del '98 e del modernismo spagnolo. Manuel studiò come Antonio nell'Institución Libre de Enseñanza. Mentre questa esperienza determinò il pensiero di Antonio, non fu così nel caso di Manuel. La sua prima opera poetica è Tristes y alegres (1894).
Nel marzo del 1899 si trasferisce a Parigi per lavorare come traduttore per la Garnier. Lì frequentò i poeti parnassiani. 
In quegli anni fu influenzato anche dalla poesia italiana, in particolare da Gabriele D'Annunzio.
Tornato a Madrid, divenne segretario di Rubén Darío. Pubblicò in quegli anni diverse raccolte di poesie: Anima (1902) con prologo di Miguel de Unamuno, Museo (1907), Canto profondo (1912) e Ars moriendi (1922) dove torna al suo tema principale: la morte e la vita.
Nel 1926, col fratello Antonio, presentò la sua prima opera teatrale Desdichas de la fortuna o Julianillo Valcárcel, a cui ne seguirono altre cinque, in maggioranza in versi, che rientrano in quel teatro poetico ancora in auge in Spagna all'inizio del secolo. Tra questi si possono citare: Juan de Mañara (1927), sul mito di Don Giovanni, e La Lola se va a los puertos (1929), che fu il loro maggior successo.
Sono gli anni della sua infatuazione per Miguel Primo de Rivera e poi per José Antonio Primo de Rivera, il fondatore della Falange Española, cui dedica una poesia.
Nel luglio 1936 scoppia la guerra civile spagnola e Machado aderisce alla causa degli insorti nazionalisti. La guerra lo separa ideologicamente da suo fratello, ma non affettivamente. Fu nominato accademico della Real Academia Española de la Lengua nel 1938. Sono gli anni della sua poesia religiosa e politica. Nel 1939 dedicò a Francisco Franco una poesia: "Al sable del Caudillo".
Morì a Madrid nel 1947.

## Poetica
La sua opera è rimasta trascurata, soprattutto fuori dalla Spagna, a causa delle sue idee “nazionalistiche”, antirepubblicane, diametralmente opposte a quelle del fratello.
In questi casi è stata la poesia a soffrirne, rimanendo anch'essa immeritatamente punita e dimenticata. Non è stato mai tradotto integralmente in Italia, ma alcune sue poesie sono state rese in italiano da Giorgio Caproni, disponibili nel postumo Quaderno di traduzioni, curato da Enrico Testa e pubblicato da Einaudi nel 1998. Solo nel 2018 appare la prima traduzione italiana di un suo volume, Ars Moriendi, a cura di Vito Orlando.

## Opere

### Poemi
- Tristes y alegres, con Enrique Paradas, (1894)
- Alma (1902)
- Caprichos (1902).
- Los cantares (1905).
- La Fiesta Nacional (1906)
- Museo (1907)
- El mal poema (1909).
- Apolo (1911).
- Cante hondo (1912)
- Ars moriendi (1922)
- Phoenix (1936)
- Horas de oro (1938)
- Cadencias de cadencias. Nuevas dedicatorias (1943)
- Horario. Poemas religiosos (1947).

### Saggi
- Amor al vuelo, con José Luis Montoto de Sedas, (1904)
- La guerra literaria (1898-1914) (1914)
- Un año de teatro (1918)
- Día por día de mi calendario (1918)

### Teatro
- Desdichas de la fortuna o Julianillo Valcárcel, con Antonio Machado (1926).
- Juan de Mañara (1927)
- Las adelfas (1928).
- La Lola se va a los puertos, con Antonio Machado (1929).
- La prima Fernanda, con A. Machado (1931).
- La duquesa de Benamejí, con A. Machado (1932).
- El hombre que murió en la guerra, con A. Machado (1941).